# Laccophorella
Laccophorella is een geslacht van wantsen uit de familie van de Acanthosomatidae (Kielwantsen). Het geslacht werd voor het eerst wetenschappelijk beschreven door Géza Horváth in 1904.

## Soorten
Het genus bevat de volgende soorten:

- Laccophorella basilewskyi Schouteden, 1957
- Laccophorella bicallulosa Breddin, 1905
- Laccophorella bornemiszae Horváth, 1904
- Laccophorella leopoldi Schouteden, 1929
- Laccophorella ruwenzorica Schouteden, 1957